# Lardo
Lardo je zvláštním způsobem uzrálá slanina z italské kuchyně. Nejznámější druhy pocházejí z údolí Aosty a z Colonnaty v Toskánsku. Lardo di Colonnata je chráněné zeměpisné označení v italské Indicazione geografica protetta IGP, což je obdoba v Česku užívaného CHZO (chráněné označení Evropské unie). Originální produkt, který prodávají dobrá lahůdkářství, musí mít červený štítek s prasátkem před horami, čárový kód a modrožlutou evropskou pečeť. Název pochází z latinského výrazu lardum (tj. slanina či tuk).
Špek se odebírá i s kůží ze hřbetu čerstvě od září do května zabitých vepříků. Bývá až pět centimetrů silný. Nakrájí se na velké plátky, vetře se sůl a ochutí se kořením jako je bobkový list, pepř, šalvěj, jalovec, muškátový oříšek a česnek. Navrství se do nádob ze speciálního kararského mramoru, přikryje mramorovými deskami a nechá se tři až šest měsíců zrát. V Colonnatě je pro kamenné nádoby používán pouze mramor s velkými krystaly kalcitu. Dobré lardo je bílé nebo mírně růžové, s jemným pachem, mírně slané a lehce sladké s chutí připomínající vlašské ořechy. Konzistence by měla být pevná a jemná. Nažloutlé lardo bylo uloženo nesprávně a chutná žlukle.
Slanina připravená tímto způsobem je známá již od antiky, ale v posledních desetiletích upadla do zapomnění. Byla však jako lahůdka znovu objevena v Itálii a v Německu. Původně to bylo jídlo dělníků v lomech, kteří potřebovali pro svou tvrdou práci kalorickou stravu. Lardo se jí jako předkrm, obložený chléb nebo, částečně opečené, jako kořeněná přísada do těstovin, do polenty, polévek a do salátů.
Chráněné označení má také Lard d'Arnad z města Arnad v Údolí Aosty, které zraje v dřevěných kádích a podává se s medem a černým chlebem.